# جويرية بنت سفيان الحارثية الكنانية
جويرية بنت سفيان الحارثية الكنانية تابعية جليلة.

## عائلتها

### نسبها
هي جويرية بنت سفيان بن عويف بن عبد الله بن عامر بن هلال بن عامر بن عوف بن الحارث بن عبد مناة بن كنانة بن خزيمة بن مدركة بن إلياس بن مضر بن نزار بن معد بن عدنان، الحارثية الكنانية.

### زوجها
زوجها هو التابعي سعيد بن العاص بن سعيد بن أحيحة بن العاص بن أمية بن عبد شمس بن عبد مناف بن قصي بن كلاب بن مرة بن كعب بن لؤي بن غالب بن فهر بن مالك بن النضر بن كنانة بن خزيمة بن مدركة بن إلياس بن مضر بن نزار بن معد بن عدنان، الأموي القرشي.

### أبناؤها
1. أبان بن سعيد.
2. خالد بن سعيد.
3. الزبير بن سعيد.